# Dudváh
Dudváh je typická nížinná řeka na jihozápadním Slovensku.

## Průběh toku
Tok Dudváhu je dlouhý 97 kilometrů, plocha povodí je 1 507 km² a průměrný průtok je 1,3 m³/s (Siladice). Je levostranným přítokem Čierne vody, do které ústí hlavním korytem u obce Čierna Voda a druhým ramenem (Salibský Dudváh) u obce Kráľov Brod v Podunajské rovině. Pramení v Čachtických Malých Karpatech západně od obce Častkovce a teče na jih rovnoběžně s Váhem nejprve jako Horný Dudváh, od Siladic jako Dolný Dudváh. U Siladic je spojen s korytem Váhu a u obce Čierny Brod se dále větví na dvě ramena, hlavní rameno pokračuje na jih k ústí do Čierne vody a druhé rameno teče pod názvem Salibský Dudváh na jihovýchod, kde se s Čiernou vodou potkává u obce Kráľov Brod. Vysoký agradační val Váhu brání Dudváhu (a dalším přítokům), aby se jejich toky spojily už zde, a nutí Dudváh téct dlouho rovnoběžně. Dudváh je proto jednostranně rozvinutou řekou s přítoky pouze z pravé strany (odvodňuje tak východní svahy Malých Karpat).

### Přítoky
Přítoky Dudváhu jsou zejména Holeška, Chtelnička, Blava, Trnávka, Gidra. Řeka má velký vodohospodářský význam z hlediska zavlažování a hlavní koryto křižuje několik vodních kanálů.